# Martin Knudsen
Martin Knudsen, född 15 februari 1871, död 27 maj 1949, var en dansk fysiker.
Knudsen blev docent vid Köpenhamns universitet 1901 och professor där 1912. 1918 blev han filosofie hedersdoktor vid Lunds universitet. Knudsen sysslade tidigt med hydrografiska problem och blev 1902 föreståndare för Hydrografisk Laboratorium i Köpenhamn. Som fysiker gjorde han sig mest känd för sina undersökningar över gasernas egenskaper vid låga tryck, särskilt de egenartade förhållanden som uppkommer då molekylernas fria medelväglängd uppnår avsevärd storlek. På sina forskningar inom detta område grundade Knudsen konstruktionen av en manometer för mätning av mycket låga tryck. Knudsen undersökte även radiometerkraften. Bland Knudsens skrifter märks Lærebog i Fysik (1923).

## Utmärkelser
- Riddare av Dannebrogorden,  1919[4]
- Dannebrogsmännens hederstecken,  1920[4]
- Kommendör av Dannebrogorden,  1928[4]
- Alexander Agassizmedaljen,  1936[5]
- Kommendör av första graden av Dannebrogorden,  1941[4]

[Redigera Wikidata]